# Gocce Imperiali

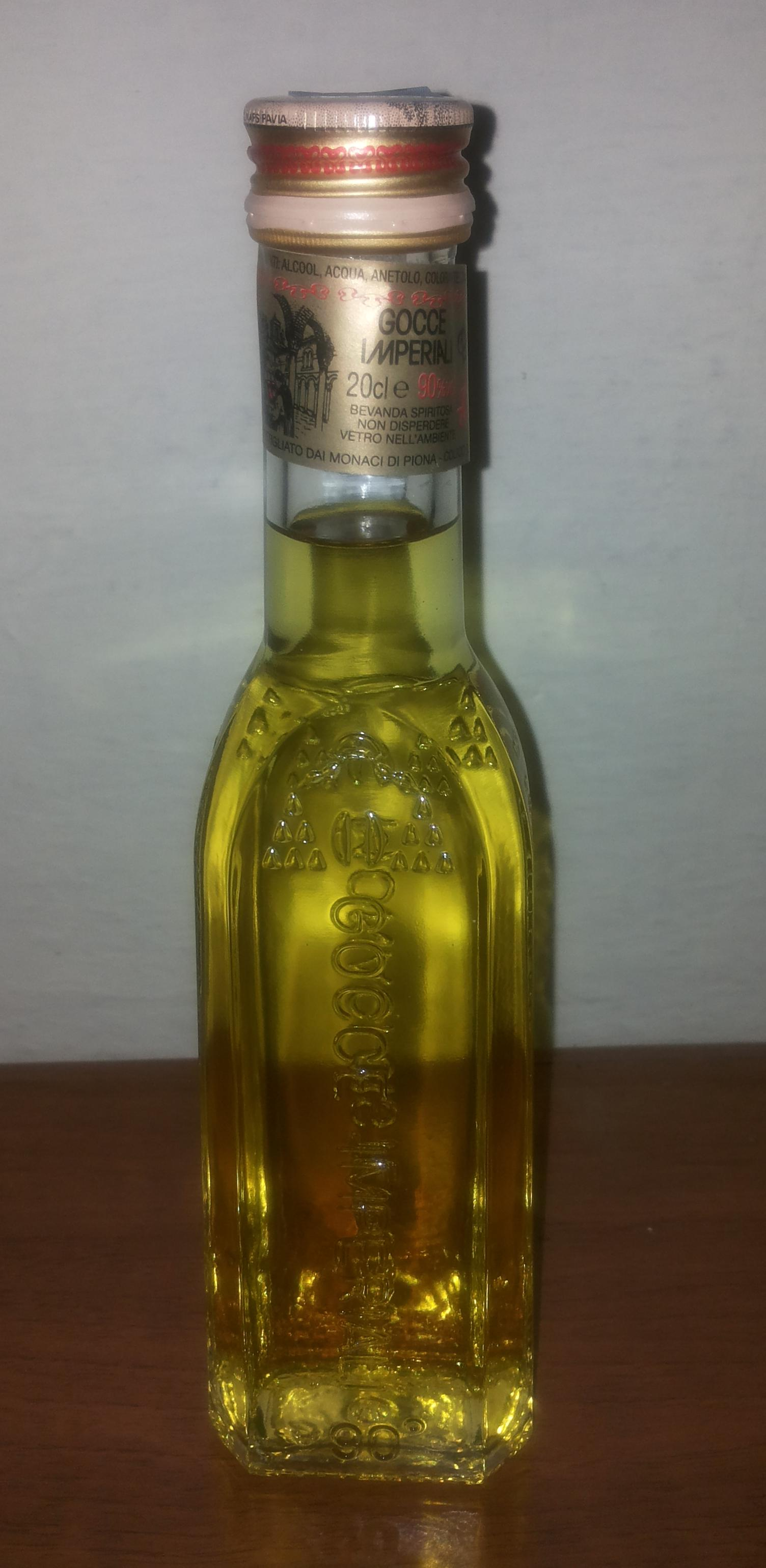
Bottiglia di Gocce Imperiali prodotto presso l'abbazia di Piona

Le Gocce Imperiali o Tintura Imperiale sono una bevanda spiritosa italiana, dal titolo alcolometrico di 90% vol, prodotto dai monaci della certosa di Pavia e di altri monasteri cistercensi italiani (abbazia di Monte Oliveto Maggiore, abbazia di Piona, abbazia di Chiaravalle della Colomba, abbazia di Casamari), secondo un'antica ricetta probabilmente inventata da un frate di nome Eutimio Zanuccoli nel 1766.

## Descrizione
Diluito con acqua, viene utilizzato come digestivo e come dissetante. Viene impiegato anche per correggere bevande come caffè, tè e latte. L'assunzione non diluita è fortemente sconsigliata perché l'alta gradazione alcolica - prossima all'etanolo puro - può provocare lesioni, irritazione, arrossamento e semiparalisi delle corde vocali.
Ha un titolo alcolometrico di 90% vol e un gusto di anice. Gli ingredienti sono alcol, acqua, erbe, aromi naturali e zafferano, che conferisce il colore giallo che contraddistingue il liquore.